# Гедила
Геди́ла (др.-греч. Ἥδυλη, лат. Hedyle, вторая половина IV века до н. э.) — древнегреческая поэтесса, известная по упоминанию в «Пире мудрецов» Афинея (книга VII, 297a—b). Дочь аттической поэтессы Мосхины, мать поэта Гедила.
Афиней цитирует небольшой отрывок в пять с половиной стихов из мифологической поэмы Гедилы «Скилла», написанной элегическим дистихом; во фрагменте рассказывается про безнадёжную любовь к заглавной героине, нимфе Скилле, морского божества Главка — сюжет, обработанный позднее Овидием. Афиней сообщает, что о Главке писал также сын поэтессы, Гедил, у которого Главк бросался в море от безнадёжной любви к Меликерту.